# Geografía política de 1984
En la geografía política de 1984, la novela distópica de George Orwell de 1949, el mundo está dividido en tres superestados: Oceanía, Eurasia y Estasia, que luchan entre sí en una guerra perpetua en un área en disputa ubicada mayoritariamente alrededor del ecuador. Todo lo que los ciudadanos de Oceanía saben sobre el mundo es lo que el Partido quiere que sepan, por lo que se desconoce cómo evolucionó el mundo en los tres estados; y el lector también desconoce si realmente existen en la realidad de la novela o si son una historia inventada por el Partido para avanzar en el control social. Las naciones parecen haber emergido de la guerra nuclear y la disolución civil a lo largo de 20 años entre 1945 y 1965, en un mundo de posguerra donde el totalitarismo se convierte en la forma predominante de ideología.

## Oceanía
Oceanía (en inglés y en neolengua: Oceania, traducido con tilde en las versiones en castellano), es el nombre de uno de los tres superestados en que se divide la Tierra en la novela distópica del escritor británico George Orwell, 1984. Los otros dos son: Eurasia (inglés: Eurasia) y Estasia (en inglés: Eastasia). Todo lo que los ciudadanos de Oceanía saben sobre el mundo es lo que el Partido quiere que sepan, por lo que se desconoce cómo evolucionó el mundo hacia los tres estados; y el lector también desconoce si realmente existen en la realidad de la novela o si son una trama inventada por el Partido para promover el control social. 
Según el libro, Oceanía se fundó tras la absorción del Imperio británico por parte de Estados Unidos y su geografía comprende toda América, toda Oceanía, las islas británicas, las islas del Atlántico y el sur de África. Mientras que Eurasia lo conforman toda Europa excepto Islandia y el archipiélago británico, y casi toda Asia desde Portugal hasta el estrecho de Bering. Estasia, el más pequeño y más joven de los superestados, lo conforman China, Indochina, Japón, Mongolia, Tíbet y en general, el Sudeste Asiático.
Las fronteras fluctuantes que durante la guerra se dividen y cambian de control de un estado a otro son principalmente el Polo Sur y una especie de cuadrilátero que se extiende entre Tánger (Marruecos), Brazzaville (República del Congo), Darwin (Australia) y Hong Kong (China) que abarca Asia Central (norte de Mongolia y Tíbet), el África Central, Medio Oriente, sur de India e Indonesia cuya población ha sido convertida en esclavos.
La guerra entre las superpotencias se describe como sangrienta y las violaciones, masacres, saqueos, infanticidio así como torturas y ejecuciones brutales de prisioneros son comunes, pero ningún estado puede ganarle al otro. Y por lo general la guerra acontece en la frontera fluctuante, pero salvo por esporádicos bombardeos, la guerra jamás toca los centros de civilización y las fronteras bien definidas. 
Los tres estados se encuentran en un estado constante de guerra, aunque usualmente dos se alían contra otro por un cierto lapso de tiempo, hasta que el aliado se confía, se forman bases militares en las fronteras y entonces lo traicionan, tras lo cual se alían con el antiguo enemigo. Debido a que su poderío es equivalente ningún estado puede ganar la guerra que se vuelve eterna, aunque la prensa controlada por el gobierno frecuentemente anuncia numerosas victorias. La guerra es el principal motor de la economía y permite el desarrollo de la industria así como justificar el control y la violación de los derechos dentro de sus propias fronteras, razón por la cual resultaría inadecuado para los gobernantes de todos los países que terminara.
Asimismo, ninguno de los estados tendría las posibilidades de derrotar o invadir. La xenofobia fomentada por el Estado es común, así por ejemplo los ciudadanos de Oceanía se les enseña a odiar a las poblaciones del país enemigo e incluso se ve con recelo a las del país aliado. Todos los ciudadanos tienen prohibido aprender lenguas extranjeras o interactuar de cualquier forma con extranjeros, especialmente para evitar que descubran que en el fondo son todos iguales. 
Cada uno de los estados realiza una fuerte carrera armamentista (que es la única función útil que tiene la ciencia en esos momentos) la cual busca crear armas de destrucción masiva, armas biológicas, armas químicas, etc. así como almacenar más y más bombas atómicas con laboratorios ubicados en las selvas de Brasil, los desiertos de Australia y Mongolia.
En un momento de la novela se afirma que Estasia y Eurasia combaten por "una porción grande pero fluctuante de Manchuria, Mongolia y el Tíbet". En otro episodio, cuando Julia adquiere té para compartir con Winston, comenta que posiblemente Oceanía ha tomado la India (o partes de la India), pero agrega que ese control suele ser transitorio.
En todo caso, Oceanía puede ser enemiga de Estasia y aliada de Eurasia y luego cambiar su política, combatiendo a Eurasia y uniéndose a las fuerzas de Estasia. En esos casos, según la novela, se altera la historia para demostrar que el estado actual de la política exterior ha sido siempre el mismo. Lo único que no cambia es el hecho mismo del conflicto bélico, como expresa uno de los Lemas del Partido: «La guerra es la paz».

## Eurasia
Según el libro, Eurasia comprende toda Europa excepto el archipiélago británico e Islandia, y casi toda Asia desde los Urales hasta el estrecho de Bering
La ideología predominante era el neobolchevismo, la cual no se diferenciaba casi en nada de las ideologías de los otros dos Estados; en Oceanía el Ingsoc y en Estasia un término chino que se traduce como "culto por la muerte" o "desaparición del yo", aunque los tres estados condenaban la ideología de sus rivales como aberraciones. Los tres superestados tienen sistemas políticos virtualmente idénticos y represivos donde la población es controlada hasta en sus más íntimos momentos y desaparece cualquier noción de libertad personal y con un líder semidivino y absoluto.

## Estasia o Asia Oriental
East Asia, llamada en español Estasia o Asia Oriental (depende de la traducción del libro). Es muy poca la información que proporciona la novela sobre este estado, la mayor parte de lo que se dice procede de la propaganda del Partido (que según el mismo libro cambia según las alianzas políticas del momento) y del libro del disidente Goldstein (una fuente tampoco tan confiable).
Estasia es el más pequeño y más joven de los superestados mundiales, lo conforman China, Indochina, Japón, Mongolia, Tíbet y en general, el Sudeste Asiático. En el texto de Goldstein que lee Winston, se dice que surgió una década después del establecimiento de los otros estados, hacia los años 60 del siglo XX, de acuerdo a la cronología de la novela. Se agrega que fue el resultado de años de "confusos enfrentamientos" de los estados asiáticos que lo precedieron. En la época de la redacción de 1984, todavía no había tenido lugar la victoria de Mao Zedong en la guerra civil china, Corea estaba dividida entre la Unión Soviética y los Estados Unidos y esta última potencia también ocupaba Japón. También se menciona que la capacidad de trabajo y la fecundidad de la población de Estasia le permitió superar su deficiencia territorial en comparación con sus rivales. 
Según la novela,  la ideología predominante en Estasia es un término chino que se traduce como "culto por la muerte" o "desaparición del yo" ("called by a Chinese name usually translated as Death-worship, but perhaps better rendered as 'Obliteration of the Self'")
La traducción literal al chino de los términos "Culto - de - la - Muerte" es "死亡崇拜", o "Sǐwáng chóngbài"; este no corresponde a ningún concepto filosófico o político conocido. Puede, sin embargo, relacionarse con la expresión "殺身成仁", "shāshēn chéngrén", es decir; "morir para lograr la Virtud", que aparece en las Analectas de Confucio o con "捨身取義", "shěshēng qǔyì", que significa; "dar la vida por la Justicia", un concepto de Mencio. Durante el siglo XX, en China, tanto los Nacionalistas como los Comunistas enfatizaban la idea de sacrificar la vida por un bien mayor y éste era un tema recurrente en la propaganda.
Dado que la fuente de información sobre Estasia y el resto del mundo proviene del Partido y del libro de Goldstein, todas estas afirmaciones puede ser falsas. De hecho, en un momento Julia se plantea la idea de que la misma guerra es ficticia y que Londres es bombardeado por el propio gobierno para mantener el clima bélico y reforzar su control.